# Acarosporaceae
Acarosporaceae Zahlbr. – rodzina grzybów z rzędu Acarosporales.

## Systematyka i nazewnictwo
Pozycja w klasyfikacji według Index Fungorum: Acarosporaceae, Acarosporales, Acarosporomycetidae, Lecanoromycetes, Pezizomycotina, Ascomycota, Fungi.
Według aktualizowanej klasyfikacji Index Fungorum bazującej na Dictionary of the Fungi rodzina Acarosporaceae należy do rzędu Acarosporales Reeb, Lutzoni & Cl. Roux 2007 i zawiera następujące rodzaje:
- Acarospora A. Massal. 1852 – wielosporek
- Caeruleum Arcadia 2012
- Eiglera Hafellner 1984
- Glypholecia Nyl. 1853
- Lithoglypha Brusse 1988
- Myriospora Nägeli ex Uloth 1861
- Neoacrodontiella Crous & M.J. Wingf. 2019
- Pleopsidium Körb. 1855
- Polysporina Vezda 1978 – makowin
- Polysporinopsis Vezda 2002
- Sarcogyne Flot. 1851 – setniczka
- Trimmatothelopsis Zschacke 1934
- Timdalia Hafellner 2001[2]

Nazwy polskie według W. Fałtynowicza.